# Dicranoptycha nigripes
Dicranoptycha nigripes là một loài ruồi trong họ Limoniidae. Chúng phân bố ở miền Tân bắc.